# Yenifakılı
Yenifakılı ist eine Stadt und Hauptort des gleichnamigen Landkreises in der türkischen Provinz Yozgat. Der Ort liegt etwa 70 Kilometer südlich der Provinzhauptstadt Yozgat und ist über Landstraßen mit Kozaklı im Westen und Boğazlıyan im Osten verbunden. Durch Yenifakılı führt die Eisenbahnstrecke von Ankara nach Kayseri. Laut Stadtsiegel erhielt der Ort 1950 den Status einer Belediye (Gemeinde).
Der Landkreis liegt im Südwesten der Provinz. Er grenzt im Norden an den Landkreis Şefaatli, im Osten an den Kreis Boğazlıyan und im Westen an die Provinz Kırşehir. Von Osten durchquert der Fluss Felahiye Deresi den Landkreis. Er mündet bei der Kreisstadt in den von Süden kommenden Fehimli Deresi, der weiter nördlich seinen Namen in Karasu Çayı ändert und sich später bei Şefaatli mit dem Kanak Çayı zum Delice Çayı vereinigt. Der Fehimli Deresi entsteht im Süden des Landkreises im Stausee Fehimli Barajı aus dem Zusammenfluss von Koru Deresi und Çırıkpınar Deresi. Nördlich des Hauptortes liegt der Berg Sırçalı Dağ mit einer Höhe von 1.539 Metern.
Der Landkreis entstand 1990 durch Abspaltung der neun Ortschaften (3 Belediye, 6 Köy) des Bucaks Fakılı vom Kreis Boğazlıya. Bei der letzten Volkszählung vor der Gebietsänderung (1985) hatte der Bucak Fakılı 16.802 Einwohner, also 26,85 % der damaligen Kreisbevölkerung.
Ende 2020 bestand der Landkreis Yenifakılı neben der Kreisstadt (51,1 % der Kreisbevölkerung) aus sieben Dörfern (Köy) mit durchschnittlich 377 Bewohnern. Die Palette der Einwohnerzahlen reicht hierbei von 1065 (Bektaşlı) bis 70 (Başpınar). Der Kreis Yenifakılı hat die zweitniedrigste Bevölkerungsdichte der Provinz (13,8 Einw. je km²).